# NGC 2663
NGC 2663 je galaksija u zviježđu Kompasu.

## Vanjske poveznice
- SEDS: NGC 2663